# Đường Cao Tổ
Đường Cao Tổ (chữ Hán: 唐高祖, hiệu là Lý Uyên (李淵), biểu tự Thúc Đức (叔德), 8 tháng 4, 566 – 25 tháng 6, 635), là vị hoàng đế khai quốc của triều Đường trong lịch sử Trung Quốc. Ông trị vì từ năm 618 đến năm 626, tổng cộng 8 năm.
Lý Uyên từng phụng sự cho triều Tùy, được giao cai quản khu vực tỉnh Sơn Tây ngày nay, trị sở ở Thái Nguyên. Trước tình thế triều Tùy tan rã, lại được con trai là Lý Thế Dân khuyến khích, Lý Uyên đã tiến hành nổi dậy, đánh chiếm kinh thành Trường An. Sau đó, ông tự phong mình là "đại thừa tướng", hưởng tước Đường vương và tôn Dương Hựu làm hoàng đế bù nhìn, tức Tùy Cung Đế. Sau khi biết tin Tùy Dạng Đế bị sát hại vào năm 618, Lý Uyên đã buộc Tùy Cung Đế phải nhường ngôi, lập ra triều Đường.
Trong thời gian trị vì của Đường Cao Tổ, triều đình nhà Đường tập trung vào việc thống nhất quốc gia. Nhờ công lao của Tần vương Lý Thế Dân, quân Đường đã đánh bại các đối thủ lớn như Lý Quỹ, Đậu Kiến Đức, Vương Thế Sung, Tiết Nhân Cảo hay Lưu Vũ Chu. Vào năm 628, nhà Đường hoàn toàn thống nhất quốc gia. Trong việc trị quốc, Đường Cao Tổ tiến hành phân bổ công bằng đất đai đối với các thần dân, giảm thuế và bãi bỏ hệ thống hình pháp khắc nghiệt của Tùy Dạng Đế. Những việc làm này đã giúp nhà Đường ổn định và phát triển.
Năm 626, do tranh chấp với Thái tử Lý Kiến Thành và Tề vương Lý Nguyên Cát, Lý Thế Dân đã gây ra sự biến Huyền Vũ môn, giết chết cả Kiến Thành và Nguyên Cát. Đường Cao Tổ lo sợ về các hành động sau này của Thế Dân nên đã nhường ngôi cho Thế Dân, tức là Đường Thái Tông, còn bản thân Cao Tổ trở thành Thái thượng hoàng.

## Thân thế
Đường Cao Tổ tên hiệu là Lý Uyên (李淵), biểu tự Thúc Đức (叔德). Tổ tiên của Lý Uyên là Lý Quảng người Địch Đạo, Lũng Tây, rất giỏi bắn cung tên. Ông là hậu duệ đời thứ bảy của Lý Cảo - Hoàng đế khai quốc của nước Tây Lương thời Thập Lục Quốc. Sau khi Tây Lương bị tiêu diệt, vương tôn của Lý Cảo là Lý Trùng Nhĩ (李重耳) xuất sĩ làm quan cho triều Bắc Ngụy, chức quan đến Hoằng Nông thái thú. Tuy nhiên, trong vài đời sau đó, các tổ tiên của Lý Uyên chỉ giữ các chức vụ thấp trong quân đội. Tổ phụ của Lý Uyên là Lý Hổ, Hổ phụng sự cho triều Tây Ngụy, chức quan đến tả bộc xạ, và được phong tước Lũng Tây quận công, là một trong Bát trụ quốc của Tây Ngụy, được ban họ Tiên Ti là Đại Dã (大野). Lý Hổ qua đời trước khi Bắc Chu Hiếu Mẫn Đế tức vị, mở đầu triều Bắc Chu, song ông được Hiếu Mẫn Đế truy phong tước Đường quốc công (唐国公), được ban thụy là Tương (襄).
Cha của Lý Uyên là Lý Bính (李昞), người kế tập tước Đường quốc công và kết hôn với một con gái của danh tướng Độc Cô Tín. Lý Uyên sinh năm 566 tại Trường An. Lý Bính qua đời vào năm 572, Lý Uyên kế tập tước Đường quốc công, và tiếp tục được giữ tước hiệu này sau khi Tùy Văn Đế Dương Kiên soán vị vào năm 581, mở đầu triều Tùy. Hoàng hậu Độc Cô Già La của Tùy Văn Đế là tụng mẫu (dì) của Lý Uyên.
Khi trưởng thành, Lý Uyên đã kết hôn với Đậu thị, còn Đậu thị là con gái của Thần Vũ công Đậu Nghị (竇毅) với Tương Dương công chúa của triều Bắc Chu. Đậu thị sinh cho Lý Uyên năm người con, theo thứ tự là Lý Kiến Thành, Bình Dương Chiêu công chúa, Lý Thế Dân, Lý Huyền Bá và Lý Nguyên Cát. Sau Đậu thị chết sớm, Lý Uyên khi lên làm hoàng đế truy phong cho bà là Thái Mục hoàng hậu.

## Làm quan cho triều Tùy
Trong thời gian cai trị của Tùy Văn Đế (581–604), Lý Uyên được luân chuyển làm thứ sử của Tiều châu, Lũng châu, Ký châu.
Vào đầu thời gian cai trị của Tùy Dạng Đế, Lý Uyên lần lượt giữ chức thái thú của Huỳnh Dương quận và Lâu Phiền quận (Dạng Đế đổi châu thành quận). Đến năm Đại Nghiệp thứ 9 (613), Lý Uyên giữ chức "vệ úy thiếu khanh". Khi Tùy Dạng Đế tiến hành cuộc viễn chinh Cao Câu Ly lần thứ hai vào năm 613, Lý Uyên đốc vận ở Hoài Viễn trấn. Khi tướng Dương Huyền Cảm nổi dậy gần đông đô Lạc Dương, Tùy Dạng Đế hạ chiếu Lý Uyên trấn thủ và quản lý việc quân sự ở Hoằng Hóa quận (phía tây Đồng Quan), song quân nổi dậy của Dương Huyền Cảm cuối cùng đã không tiến đến khu vực đó. Lý Uyên nhân cơ hội này đã kết nạp nhiều hào kiệt theo mình.
Sau đó, khi Tùy Dạng Đế triệu Lý Uyên đến yết kiến, Lý Uyên đã khước từ, viện lý do bị bệnh. Tùy Dạng Đế không tin Lý Uyên thực sự bị bệnh, và đã hỏi Vương thị (cháu gọi bằng cậu của Lý Uyên) tại hậu cung: "Khả đắc tử phủ?". Lý Uyên sợ hãi, đành cố chìm đắm trong rượu và nhận hối lộ để thể hiện cho Tùy Dạng Đế thấy rằng ông không có tham vọng lớn. Năm 615, Tùy Dạng Đế đến Phần Dương cung, lệnh cho Lý Uyên đi đến Sơn Tây, Hà Đông chống lại các cuộc khởi nghĩa nông dân. Năm 616, Lý Uyên được về kinh, đổi chức quan thành "hữu kiêu vệ tướng quân". Sang năm 617, Tùy Dạng Đế phái Lý Uyên đi giữ chức lưu thủ Thái Nguyên (太原, nay thuộc Thái Nguyên, Sơn Tây).

## Nổi dậy chống Tùy Dạng Đế
Tùy Dạng Đế trở nên không hài lòng trước việc Lý Uyên và Vương Nhân Cung (王仁恭) thái thú quận Mã Ấp (馬邑, nay gần tương ứng với Sóc Châu, Sơn Tây) không thể ngăn chặn quân Đông Đột Quyết và các đội quân nổi dậy đang ngày càng lớn mạnh. Trong số các thủ lĩnh nổi dậy, Định Dương khả hãn Lưu Vũ Chu được Đột Quyết hỗ trợ, kết quả đã giết được Vương Nhân Cung và chiếm được Phần Dương cung (gần Thái Nguyên) của Tùy Dạng Đế. Lý Uyên cũng lo sợ do lời sấm "Lý thị đương vương" lan truyền khắp nơi, và trên thực tế Tùy Dạng Đế đã sát hại Lý Hồn (李渾) và gia tộc của người này.
Theo thư tịch cổ được biên soạn dưới thời Đường Thái Tông Lý Thế Dân, Lý Thế Dân bí mật lập kế hoạch nổi dậy chống triều đình Tùy cùng với Tấn Dương cung phó giám Bùi Tịch và Tấn Dương huyện lệnh Lưu Văn Tĩnh, song ban đầu không tiết lộ kế hoạch của họ với Lý Uyên. Bùi Tịch trước đó đã làm trái quy định khi cho phép Lý Uyên thông gian với một số phi tần của Tùy Văn Đế, Lý Thế Dân đã đề xuất Bùi Tịch thuyết phục Lý Uyên rằng việc nổi dậy là cần thiết. Tuy nhiên, các nhà nghiên cứu lịch sử hiện đại kết luận rằng việc nổi dậy là do Lý Uyên chủ động tiến hành.
Lý Uyên bắt đầu tập hợp binh lính trong vùng, tuyên bố rằng việc này là để chống lại Đột Quyết, song khiến quận thừa Vương Uy (王威) và võ nha lang tướng Cao Quân Nhã (高君雅) nghi ngờ. Lý Uyên được Tấn Dương hương trưởng Lưu Thế Long thông báo, vì sợ rằng Vương Uy và Cao Quân Nhã sẽ có hành động chống lại mình trước, ông quyết định dùng một cuộc tiến công của Đột Quyết làm cớ để vu cáo rằng Vương Uy và Cao Quân Nhã liên kết với Thủy Tất khả hãn của Đông Đột Quyết và cho xử tử hai người. Lý Uyên bí mật phái người đến Hà Đông lệnh cho Lý Kiến Thành đưa gia quyến đến Thái Nguyên, và đến Trường An để triệu con gái và con rể Sài Thiệu (柴紹). Lý Kiến Thành và Lý Nguyên Cát đã để Lý Trí Vân ở lại Hà Đông, sau đó thì gặp Sài Thiệu và họ cùng đi đến Thái Nguyên. Bình Dương công chúa cho rằng bà và Sài Thiệu sẽ khó có thể cùng nhau chạy trốn nên đã chọn cách lẩn trốn.
Lý Uyên sau đó chính thức nổi dậy, song bề ngoài vẫn tỏ vẻ trung thành với triều Tùy và tuyên bố mục đích của ông chỉ là tôn Đại vương Dương Hựu làm hoàng đế và để Tùy Dạng Đế làm thái thượng hoàng. Đầu tiên, Lý Uyên bảo đảm mặt bắc bằng cách liên hệ với Thủy Tất khả hãn, dâng đồ cống nạp, nhận được binh mã. Lý Uyên giao cho Lý Kiến Thành và Lý Thế Dân thống soái quân đội, để Lý Nguyên Cát trấn thủ Thái Nguyên, tiến về phía nam. Trong khi đó, các quan lại triều Tùy ở Hà Đông đã bắt Lý Trí Vân, giải đến Trường An, Lý Trí Vân bị xử tử. Sau thời gian lẩn trốn, con gái của ông đã quy phục nhiều thủ lĩnh nổi dậy khác ở khu vực quanh Trường An, bà chiếm được một số thành và tập hợp được đến 7 vạn quân, hiệu là "Nương tử quân".
Lý Uyên cũng viết thư cho một thủ lĩnh nổi dậy khác là Ngụy công Lý Mật, khi đó đang ở gần Lạc Dương, mục đích là để thăm dò Lý Mật có muốn theo mình không, song Lý Mật tin tưởng vào thực lực của mình nên đã sai ký thất Tổ Quân Ngạn viết thư hồi đáp Lý Uyên với lời lẽ cao ngạo. Lý Uyên thấy lời lẽ của Lý Mật thì bị mất tinh thần song vì không muốn có thêm kẻ thù nên đã hồi thư một cách khiêm nhường. Lý Mật hài lòng với phản ứng của Lý Uyên, cho rằng Lý Uyên sẵn lòng ủng hộ cho mình, và cũng từ thời điểm đó, Lý Mật và Lý Uyên thường trao đổi sứ giả.
Khi Lý Uyên tiến đến gần Hà Đông, quân của ông bị sa lầy do thời tiết, thực phẩm thì cạn kiệt, còn xuất hiện tin đồn Đông Đột Quyết và Lưu Vũ Chu sẽ tiến công Thái Nguyên. Lý Uyên thoạt đầu ra lệnh triệt thoái, song do bị Kiến Thành và Thế Dân phản đối nên ông đã đổi ý, tiếp tục tiến quân. Sau khi đánh bại quân Tùy tại Hoắc Ấp (霍邑, nay thuộc Vận Thành, Sơn Tây), Lý Uyên quyết định tách một đội quân nhỏ để canh giữ Hà Đông, còn đại quân vượt Hoàng Hà tiến vào Quan Trung.
Lý Uyên tự mình dẫn quân tiến đến Trường An, cử Lý Kiến Thành dẫn quân đi chiếm các lãnh thổ quanh Đồng Quan nhằm ngăn quân Tùy từ Lạc Dương đến cứu viện Trường An, cử Lý Thế Dân tiến về phía bắc để chiếm các lãnh thổ ở khu vực Vị Hà. Con gái của Lý Uyên cũng hội quân với Lý Thế Dân và Sài Thiệu. Ngay sau đó, Lý Uyên củng cố lại đội ngũ và bao vây Trường An. Vào mùa đông năm 617, Trường An thất thủ, Lý Uyên tôn Dương Hựu làm hoàng đế, tức Tùy Cung Đế. Lý Uyên tự lập mình làm đại thừa tướng, nắm quyền phụ chính, tước hiệu Đường vương. Tuy nhiên, hầu hết quan lại và tướng lĩnh địa phương của Tùy không công nhận Cung Đế là vua, họ vẫn xem Dạng Đế là hoàng đế hợp pháp. Lý Uyên phái Lý Hiếu Cung suất quân tiến về phía nam, Lý Hiếu Cung đã thuyết phục được các thành của Tùy tại khu vực nay là Thiểm Nam, Tứ Xuyên và Trùng Khánh quy phục triều đình Trường An (do Lý Uyên kiểm soát).

## Lập quốc và dần thống nhất
Vào mùa xuân năm 618, tướng Vũ Văn Hóa Cập tiến hành binh biến sát hại Tùy Dạng Đế tại Giang Đô (江都, nay thuộc Dương Châu, Giang Tô). Khi tin tức này truyền đến Trường An, Lý Uyên buộc Tùy Cung Đế phải thiện nhượng. Lý Uyên trở thành Đường Cao Tổ, khởi đầu triều Đường. Ông khôi phục phần lớn các thể chế dưới thời Tùy Văn Đế, đảo ngược một số thay đổi mà Tùy Dạng Đế đã tiến hành. Đường Cao Tổ giáng Dương Hựu làm Hi quốc công, lập trưởng tử Lý Kiến Thành làm hoàng thái tử, phong Lý Thế Dân là Tần vương, và phong Lý Nguyên Cát là Tề vương. Trong khi đó, các quan lại triều Tùy ở đông đô Lạc Dương đã tôn một người cháu của Tùy Dạng Đế là Việt vương Dương Đồng làm hoàng đế, từ chối công nhận Đường Cao Tổ.
Sau khi đăng cơ, Đường Cao Tổ ngay lập tức phải đối mặt với Tần Đế Tiết Cử. Vào mùa thu năm 618, Tiết Cử đã đánh bại đội quân do Lý Thế Dân thống soái tại Thiển Thủy nguyên (淺水原, nay thuộc Hàm Dương, Thiểm Tây), tiếp cận Trường An. Đáp lại, Đường Cao Tổ cố gắng liên kết với Lương Vương Lý Quỹ, trong thư gọi Lý Quỹ là "tụng đệ", Lý Quỹ trong một thời gian ngắn đã chịu quy phục Đường Cao Tổ. Tuy nhiên, trước khi có thể tiến công Trường An, Tiết Cử lâm bệnh qua đời, con trai của Tiết Cử là Tiết Nhân Cảo sau đã phải đầu hàng Lý Thế Dân.
Trong khi đó, sau khi bị tướng Tùy là Vương Thế Sung đánh bại, Lý Mật đã chạy trốn sang lãnh thổ Đường và quy phục Đường Cao Tổ. Bộ tướng của Lý Mật là Từ Thế Tích kiểm soát phần lớn lãnh thổ cũ của Lý Mật, Thế Tích cũng quyết định quy phục Đường Cao Tổ. Đường Cao Tổ đã ban chức tước cho Lý Mạt và Từ Thế Tích, ban họ Lý cho Thế Tích, song Lý Mật cảm thấy bất mãn vì chỉ được trao chức 'quang lộc khanh'. Vào khoảng tết năm 619, Lý Mật đã thỉnh Đường Cao Tổ cho phép được tiến về phía đông để thuyết phục các thuộc hạ cũ quy phục Đường, song đến khi rời khỏi Trường An, Lý Mật đã nổi dậy và bị giết.
Lý Quỹ mặc dù xưng thần với Đường song lại từ chối tước Lương Vương do Đường ban mà xưng là Lương Đế. Vào mùa hè năm 619, An Hưng Quý (安興貴) đã nổi dậy phản Lý Quỹ, bắt Lý Quỹ và đầu hàng Đường. Đường Cao Tổ cho xử tử Lý Quỹ và sáp nhập lãnh thổ của Lý Quỹ vào Đường. Thủ lĩnh nổi dậy Đỗ Phục Uy ở Giang Nam cũng quy phục Đường, được Đường Cao Tổ ban họ Lý, phong làm Ngô Vương. Tương tự, người kiểm soát khu vực nay là Bắc Kinh là La Nghệ cũng quy phục và được ban họ Lý, phong là Yên Vương.
Trong khi đó, Đường phải đối mặc với một mối đe dọa nghiêm trọng từ Lưu Vũ Chu, người này quyết định nam chinh chống Đường. Đường Cao Tổ phái Bùi Tịch đi kháng cự lại quân của Lưu Vũ Chu, song Bùi Tịch đã chiến bại, còn Thái Nguyên thì bị bao vây. Lý Nguyên Cát đã bỏ Thái Nguyên và chạy trốn về Trường An, khu vực nay là tỉnh Sơn Tây bị Lưu Vũ Chu chiếm cứ. Đường Cao Tổ sau đó đã phái Lý Thế Dân đi đánh Lưu Vũ Chu, và đến mùa hè năm 620, Lý Thế Dân đã đánh bại được Lưu Vũ Chu, buộc người này phải chạy trốn sang Đông Đột Quyết, lãnh thổ cũ của Lưu Vũ Chu được sáp nhập vào Đường. Một thủ lĩnh nổi dậy là Hạ Vương Đậu Kiến Đức đã tiến hành công chiếm những thành đã quy phục Đường tại Hà Bắc và phía bắc Hoàng Hà của Hà Nam hiện nay.
Sau khi đánh bại Lưu Vũ Chu, Lý Thế Dân tiến công nước Trịnh của Vương Thế Sung vào mùa thu năm 620. Khi quân của Đậu Kiến Đức đến cứu viện, Lý Thế Dân đã đánh bại và bắt sống Đậu Kiến Đức, Vương Thế Sung thấy vậy đã đầu hàng, lãnh thổ nước Trịnh và nước Hạ được sáp nhập vào Đường. Tuy nhiên, sau khi Đường Cao Tổ cho xử tử Đậu Kiến Đức, bộ tướng của Đậu là Lưu Hắc Thát đã nổi dậy chống Đường, Từ Viên Lãng cũng nổi lên và chiếm cứ khu vực Sơn Đông ngày nay. Năm 621, Lý Hiếu Cung đánh bại Lương Đế Tiêu Tiển, Tiêu Tiển buộc phải đầu hàng. Phụ Công Thạch cũng đánh bại Lý Tử Thông, buộc Tử Thông phải đầu hàng.

## Đối ngoại
Cao Câu Ly (đời vua Cao Câu Ly Vinh Lưu Vương) đã phục hồi sau chiến tranh Cao Câu Ly-Tùy, và Đường Cao Tổ vẫn đang phải hoàn tất công việc thống nhất nội bộ. Không cần thiết phải tạo ra tình thế thù địch mới, Cao Câu Ly và nhà Đường đã trao đổi sứ thần và theo yêu cầu của nhà Đường, hai bên đã tiến hành trao đổi tù nhân vào năm 622.
Năm 624, nhà Đường chính thức giới thiệu Đạo giáo đến triều đình Cao Câu Ly (đời vua Cao Câu Ly Vinh Lưu Vương), và năm sau (năm 625) Cao Câu Ly (đời vua Cao Câu Ly Vinh Lưu Vương) đã cử các học giả sang nhà Đường để tiếp thu Đạo giáo và Phật giáo.

## Các Hoàng tử tranh giành
Trong nội bộ triều Đường, Thái tử Lý Kiến Thành và Tần vương Lý Thế Dân tiến hành tranh giành quyền lực gay gắt. Từ khi được lập làm Thái tử, Lý Kiến Thành thường xuyên ở lại kinh thành học tập và xử lý chính sự trong khi Lý Thế Dân dẫn quân đánh đông dẹp bắc, lập nhiều công trạng lẫy lừng. Các mưu sĩ của Lý Thế Dân liên tiếp khuyên ông gây dựng thế lực riêng, mưu đồ đoạt vị. Lý Kiến Thành cũng cảm thấy Lý Thế Dân đang đe dọa đến ngôi Thái tử của mình, nên tìm mọi cách để triệt hạ thế lực của Lý Thế Dân. Tuy nhiên trong cuộc chiến tranh đoạt ngôi vị, Lý Kiến Thành vẫn có lợi thế hơn hẳn Lý Thế Dân do có chính danh là trưởng tử và trong quá trình xử lý chính sự đã bộc lộ tài năng chính trị xuất sắc, được nhiều đại thần trong triều đình lẫn các phi tần của Đường Cao Tổ ủng hộ, nên trước những công lao lớn của Lý Thế Dân, Đường Cao Tổ vẫn không hề tỏ ý muốn thay thái tử. Còn Tề vương Lý Nguyên Cát thì ủng hộ Lý Kiến Thành trong cuộc ganh đua này, và thường khích Lý Kiến Thành có hành động dứt khoát để tiêu diệt Lý Thế Dân nhưng không được chấp thuận.
Vào mùa đông năm 622, Lưu Hắc Thát khởi binh ở Hà Bắc, thắng nhiều trận lớn, đe dọa đến an nguy triều Đường. Theo đề xuất của Vương Khuê và Ngụy Trưng, Lý Kiến Thành đã tình nguyện dẫn quân xung trận nhằm lập thêm công trạng. Đường Cao Tổ chấp thuận, sai Lý Nguyên Cát đi theo hoàng huynh. Khoảng tết năm 623, quân Đường đã tiêu diệt Lưu Hắc Thát, Từ Viên Lãng cũng bị giết trong lúc chạy trốn. Sau khi Sở Đế Lâm Sĩ Hoằng qua đời, và cuộc nổi dậy của Phụ Công Thạch bị đánh bại, Trung Hoa về cơ bản đã thống nhất, chỉ còn Lương Đế Lương Sư Đô được Đông Đột Quyết hỗ trợ.
Năm 624, Lý Kiến Thành trưng dụng một số tinh binh của tướng La Nghệ để bổ sung cho đội cận vệ của mình, một hành động trái với quy định của Đường Cao Tổ. Khi biết về sự việc, Đường Cao Tổ đã trách mắng Lý Nguyên Cát và cho lưu đày thuộc hạ của Thái tử là Khả Đạt Chí (可達志). Mùa hè năm đó, Đường Cao Tổ giao việc triều chính lại cho Lý Kiến Thành xử lý, còn mình đi nghỉ ở Nhân Trí cung (仁智宮, nay thuộc Đồng Xuyên, Thiểm Tây). Lý Kiến Thành đã nhân lúc này lệnh cho tổng quản Khánh Châu (慶州, nay thuộc Khánh Dương, Cam Túc) Dương Văn Can (楊文幹) mộ lính đưa đến Trường An. Lang tướng Nhĩ Chu Hoán (爾硃煥) và hiệu úy Kiều Công Sơn (橋公山) đã thượng tấu với Đường Cao Tổ rằng Lý Kiến Thành khuyến khích Dương Văn Can nổi dậy. Đường Cao Tổ biết tin liền nổi giận, cho triệu Lý Kiến Thành từ Trường An đến Nhân Trí cung. Lý Kiến Thành đến Nhân Trí cung, Đường Cao Tổ bèn hạ lệnh giam giữ Thái tử. Dương Văn Can biết tin này lại quyết định nổi dậy. Đường Cao Tổ phái Thế Dân xuất binh đi đánh Dương Văn Can, hứa với Lý Thế Dân sẽ lập Thế Dân làm thái tử và giáng Lý Kiến Thành làm Thục vương, đưa đến đất Thục. Tuy nhiên đến khi Lý Thế Dân đem quân rời đi, Lý Nguyên Cát cùng các phi tần của Đường Cao Tổ và tể tướng Phong Đức Di (封德彝) đã nói giúp cho Lý Kiến Thành, Đường Cao Tổ đã thay đổi ý định, thả Lý Kiến Thành và cho phép Kiến Thành trở về Trường An, vẫn giữ tước vị Thái tử. Đường Cao Tổ cho rằng nguyên nhân phát sinh sự kiện Dương Văn Can là do Lý Kiến Thành và Lý Thế Dân đã bị thuộc hạ xúi giục, sinh ra bất hòa nên Lý Kiến Thành mới tuyển binh để đối phó với Lý Thế Dân, ngược lại Lý Thế Dân cũng cho người tố cáo Lý Kiến Thành mưu phản nên đã lưu đày cả thuộc hạ của Thái tử là trung doãn Vương Khuê, tả vệ soái Vi Đĩnh (韋挺), lẫn thuộc hạ của Lý Thế Dân là Thiên sách phủ binh tào Đỗ Yêm.
Cùng năm, trước các cuộc tiến công liên tục từ Đông Đột Quyết, Đường Cao Tổ đã suy tính nghiêm túc đến việc đốt bỏ Trường An và dời kinh đô đến Phàn Thành, Lý Kiến Thành, Lý Nguyên Cát và Bùi Tịch chấp thuận đề xuất này. Tuy nhiên, Lý Thế Dân đã phản đối, vì thế kế hoạch không được thực hiện. Đến khi Lý Thế Dân bị ngộ độc nặng sau một bữa tiệc ở Đông cung, Đường Cao Tổ đã tính đến việc phái Lý Thế Dân đến trấn thủ Lạc Dương để ngăn ngừa xung đột tiếp diễn. Tuy nhiên, Lý Kiến Thành và Lý Nguyên Cát sau khi đàm luận thì cho rằng điều này sẽ giúp Lý Thế Dân có cơ hội gây dựng căn cứ quyền lực riêng, vì thế đã phản đối, Đường Cao Tổ quyết định không thực hiện điều này.
Năm 626, Lý Kiến Thành đã thuyết phục được Đường Cao Tổ loại bỏ các thuộc hạ của Lý Thế Dân là Phòng Huyền Linh, Đỗ Như Hối, Uất Trì Kính Đức và Trình Tri Tiết. Đến mùa hè cùng năm, Đông Đột Quyết lại tiến công Đường, và theo đề xuất của Lý Kiến Thành, Đường Cao Tổ đã quyết định để Lý Nguyên Cát xuất quân đi kháng cự thay thế Lý Thế Dân. Biết mình đã thất thế, Lý Thế Dân đã phái Uất Trì Kính Đức bí mật đưa Phòng Huyền Linh và Đỗ Như Hối về phủ của mình, và vào một đêm, họ đã dâng tấu cáo buộc Lý Kiến Thành và Lý Nguyên Cát thông gian với các phi tần của Đường Cao Tổ. Đáp lại, Đường Cao Tổ đã hạ chiếu triệu Lý Kiến Thành và Lý Nguyên Cát vào triều sáng hôm sau, ngoài ra cũng triệu các lão thần Bùi Tịch, Tiêu Vũ và Trần Thúc Đạt đến để tra xét cáo buộc của Lý Thế Dân. Biết Lý Kiến Thành và Lý Nguyên Cát sẽ đi qua Huyền Vũ môn (玄武門) ở phía bắc hoàng cung, Lý Thế Dân đã cho phục kích giết chết cả hai người. Quân của Lý Thế Dân tiến vào cung, Đường Cao Tổ đứng trước tình thế này đã buộc phải lập Lý Thế Dân làm thái tử, hai tháng sau thì nhường ngôi, trở thành Thái thượng hoàng.

## Làm Thái thượng hoàng

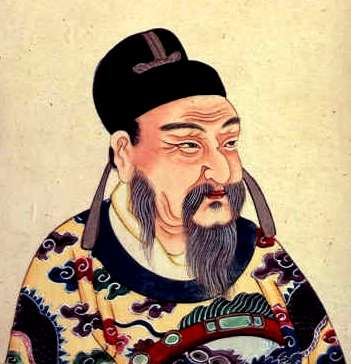
Tranh vẽ Đường Cao Tổ Lý Uyên

Sau khi trở thành Thái thượng hoàng, Đường Cao Tổ đã không cố gắng gây ảnh hưởng đến việc trị quốc của Đường Thái Tông. Đường Thái Tông ngay lập tức đã đảo ngược một số chính sách của ông, bao gồm việc phong nhiều thân thích làm thân vương, theo đó hầu hết các vương bị giáng tước là công, hay giảm bớt 3000 thị nữ. Năm 629, Thái thượng hoàng chuyển chỗ ở từ Thái Cực điện (太極殿) đến Hoằng Nghĩa điện (弘義宮), và đổi tên thành Đại An cung (大安宮). Sau đó, Đường Thái Tông mới có thể chuyển từ Đông cung đến Thái Cực điện.
Trong suốt thời gian cai trị của mình, Đường Cao Tổ đã phải cống nạp cho Đông Đột Quyết, đến khi biết tin Đường Thái Tông đã giành chiến thắng và bắt được Hiệt Lợi khả hãn, Đường Cao Tổ nói: "Hán Cao Tổ khốn ở Bạch Đăng (白登, nay thuộc Đại Đồng, Sơn Tây), không thể báo thù. Nay con ta có thể diệt Đột Quyết. Ta đã phó thác quốc gia cho người phù hợp, còn gì phải ưu sầu chứ?". Sau đó, Thái thượng hoàng triệu một số hoàng tử và công chúa, cùng các quan lại cấp cao đến ăn mừng chiến thắng, tự mình chơi đàn tỳ bà và yêu cầu quan khách nhảy theo điệu nhạc.
Do Trường An thường nóng bức vào mùa hè, Đường Thái Tông thường mời phụ hoàng cùng đến nghỉ tại Cửu Thành cung (九成宮, nay thuộc Bảo Kê, Thiểm Tây) tránh nóng. Tuy nhiên, do đây cũng là nơi Tùy Văn Đế đã qua đời (thời Tùy gọi là Nhân Thọ cung), Thái thượng hoàng không muốn đến Cửu Thành cung. Năm 634, Đường Thái Tông bắt đầu cho xây một cung điện khác là Đại Minh cung (大明宮) cho Đường Cao Tổ tránh nóng, song Đường Cao Tổ đã lâm bệnh trước khi cung này hoàn thành, và ông cũng chưa từng viếng thăm Đại Minh cung.
Đường Cao Tổ qua đời vào mùa xuân năm 635, thụy hiệu là Thái Vũ hoàng đế (太武皇帝), táng tại Hiến lăng (献陵). Qua các đời sau, thụy hiệu của ông dần dần được tôn lên đầy đủ là Thần Nghiêu Đại Thánh Đại Quang Hiếu Hoàng Đế (神堯大聖大光孝皇帝).

## Gia đình
- Cha: Lý Bính (李昺), truy tặng làm Thế Tổ Nguyên hoàng đế (世祖元皇帝).
- Mẹ: Nguyên Trinh Hoàng hậu Độc Cô thị (元贞皇后独孤氏), con gái của Độc Cô Tín.
- Hoàng hậu:

1. Thái Mục Thần Thuận Thánh hoàng hậu Đậu thị (太穆神順聖皇后窦氏, 569 - 613), người Kinh Triệu, con gái Thượng trụ quốc Bắc Chu là Đậu Nghị (窦毅), mẹ là Tương Dương công chúa (襄阳公主), cháu ngoại Vũ Văn Thái. Sinh Ẩn Thái tử Lý Kiến Thành, Đường Thái Tông Lý Thế Dân, Vệ Hoài vương Lý Huyền Bá, Sào Lạt vương Lý Nguyên Cát và Bình Dương Chiêu công chúa.

- Phi tần:

1. Quý phi Vạn thị (萬貴妃), đích sủng phi, thời Đường Thái Tông tôn làm Sở quốc thái phi (楚国太妃). Khi chết, táng ở Hiến lăng.
2. Đức phi Doãn thị (尹德妃), cha là Doãn A Thử (尹阿鼠). Tư sắc mĩ diễm, vào cuối thời đại Vũ Đức trở thành phi tần đắc sủng nhất của Đường Cao Tổ. Trong triều, Đức phi cùng Trương tiệp dư câu kết với Lý Kiến Thành, Lý Nguyên Cát lũng đoạn triều đình, ám hại Lý Thế Dân.
3. Quý tần Dương thị (楊貴嬪, 591 - 634), người Hoằng Nông, Hoa Âm, con gái của Thượng Minh quận công Dương Văn Kỷ (杨文纪), mẹ Vi thị là con gái của Vi Thế Khang (韦世康), tổ phụ là Bắc Chu Nghi Dương huyện công Dương Khoan (杨宽), vốn cùng với Việt Quốc công Dương Tố là anh em trong tộc cùng tằng tổ phụ (Dương Quân; 杨钧). Năm Trinh Quán thứ 3 (629), tòng Đường Cao Tổ đến Thái An cung (太安宫), sau khứ thế tại đó.
4. Chiêu nghi Vũ Văn thị (宇文昭仪), cha là đại thần nhà Tùy Vũ Văn Thuật, em gái của Vũ Văn Hóa Cập, Vũ Văn Trí Cập và Vũ Văn Sĩ Cập. Mất khoảng năm Trinh Quán.
5. Quý tần Mạc Lệ Phương (莫嬪, 587 - 618), tên là Lệ Phương (丽芳), con gái của Mạc Hiếu Cung (莫孝恭), sinh một hoàng tử nhưng mất không lâu sau đó do bệnh hậu sản , khi chết tặng Quý tần (贵嫔).
6. Thôi tần (崔嬪, ? - 636), tên là Thương Khuê (商珪), tự là Thúc Trinh (叔贞), người ở An Bình, Bác Lăng. Tiến cung phong làm Bảo lâm (寶林), năm 623 sách phong bậc Tần (崔嫔), không rõ danh vị nào trong Cửu Tần. Năm 626, Đường Thái Tông kế vị, tôn Thôi tần làm Thôi thái phi (崔太妃), quản lý hậu cung của Thái Tông. Bà mất ở Thiên Hà cung (天霞宫).
7. Dương tần (杨嫔, 602 - 657), con gái của Việt Quốc công Dương Tố của nhà Tùy. Thời Thái Tông, tôn làm Giang Quốc thái phi (江国太妃).
8. Tôn tần (孙嫔)
9. Tiểu Dương tần (小楊嬪).
10. Tần Dương Thị (孫嬪).
11. Trương tiệp dư (张婕妤), được Cao Tổ sủng ái nhất trong những năm cuối đời , cùng Doãn Đức phi câu kết Lý Kiến Thành, Lý Nguyên Cát hãm hại Lý Thế Dân.
12. Tiết tiệp dư (薛婕妤), con gái Tiết Đạo Hành (薛道衡 , 540 - 609) từng làm quan nhà Tùy , phong làm Hà Đông quận phu nhân (河东郡夫人) rồi Tiệp dư (婕妤) , xuất gia , sau do cháu trai bị tội nên bị tước vị , giam ở Tĩnh An cung (静安宫). [5]
13. Quách tiệp dư (郭婕妤).
14. Lưu tiệp dư (劉婕妤) , sau được phong Đạo quốc Thái phi (道国太妃).
15. Mĩ nhân Trương Thị (張美人).
16. Mĩ nhân Dương Thị (楊美人).
17. Vương tài nhân (王才人 , 596 - 662) , xuất thân sĩ tộc Thái Nguyên Vương thị (道国太妃) , sau được phong Bành quốc Thái phi (彭国太妃).
18. Tài nhân Lỗ Thị (魯才人).
19. Trương bảo lâm (張寶林, 589 - 645), tên là Trương Sủng Tắc (张宠则) , con gái Trương Văn Thành (张文成) , sau được phong Trịnh quốc Thái phi (郑国太妃).
20. Liễu bảo lâm (柳寶林).
21. Trương thị (張氏).

- Hoàng tử:

1. Lũng Tây quận công → Đường vương Thế tử → Hoàng thái tử → phế bỏ → Tức Ẩn vương → Ẩn thái tử Lý Kiến Thành [隱太子李建成], mẹ là Thái Mục hoàng hậu.
2. Đường Thái Tông Lý Thế Dân, mẹ là Thái Mục hoàng hậu.
3. Vệ Hoài vương Lý Huyền Bá [衛懷王李玄霸], mẹ là Thái Mục hoàng hậu.
4. Cô Tang quận công → Tề vương → phế bỏ → Hải Lăng quận vương → Sào Lạt vương Lý Nguyên Cát [巢刺王李元吉], mẹ là Thái Mục hoàng hậu.
5. Sở Ai vương Lý Trí Vân [楚哀王李智雲], khi Lý Uyên khởi binh chạy tới Thái Nguyên, bị quan quân nhà Tùy bắt giết, mẹ là Vạn quý phi.
6. Triệu vương → Kinh vương Lý Nguyên Cảnh [荊王李元景], mẹ là Mạc tần.
7. Lỗ vương → Hán vương Lý Nguyên Xương [漢王李元昌], mẹ là Tôn tần.
8. Phong Điệu vương Lý Nguyên Hanh [酆悼王李元亨], mẹ là Doãn Đức phi.
9. Chu vương Lý Nguyên Phương [周王李元方], mẹ là Trương thị.
10. Trịnh vương → Từ Khang vương Lý Nguyên Lễ [徐康王李元禮], mẹ là Quách tiệp dư.
11. Tống vương → Từ vương → Hàn vương Lý Nguyên Gia [韓王李元嘉], mẹ là Vũ Văn chiêu nghi.
12. Kinh vương → Bành Tư vương Lý Nguyên Tắc [彭思王李元則], mẹ là Vương tài nhân.
13. Đằng vương → Trịnh Huệ vương Lý Nguyên Ý [鄭惠王李元懿], mẹ là Trương bảo lâm.
14. Thục vương → Ngô vương → Hoắc vương Lý Nguyên Quỹ [霍王李元軌], mẹ là Trương mĩ nhân.
15. Bân vương → Quắc Trang vương Lý Phượng [虢莊王李鳳], mẹ là Dương mĩ nhân.
16. Hán vương → Trần vương → Đạo Hiếu vương Lý Nguyên Khánh [道孝王李元慶], mẹ là Lưu tiệp dư.
17. Khoái vương → Đặng Khang vương Lý Nguyên Dụ [鄧康王李元裕], mẹ là Thôi tần.
18. Tiếu vương → Thư vương Lý Nguyên Danh [舒王李元名], mẹ là Tiểu Dương tần.
19. Ngụy vương → Yên vương → Lỗ vương Lý Linh Quỳ [魯王李靈夔], mẹ là Vũ Văn chiêu nghi.
20. Hứa vương → Giang An vương Lý Nguyên Tường [江安王李元祥], mẹ là Dương tần.
21. Mật Trinh vương Lý Nguyên Hiểu [密貞王李元曉], mẹ là Lỗ tài nhân.
22. Đằng vương Lý Nguyên Anh [滕王李元嬰], mẹ là Liễu bảo lâm[6].

- Hoàng nữ[7]:

1. Trường Sa công chúa (長沙公主), lấy Phùng Thiếu Sư (冯少师).
2. Tương Dương công chúa (襄陽公主), lấy Đậu Đản (窦诞).
3. Bình Dương Chiêu công chúa (平陽昭公主), tên Lý Tú Ninh (李子寧), mẹ là Thái Mục hoàng hậu, lấy Sài Thiệu (柴绍).
4. Cao Mật công chúa (高密公主), lấy Trưởng Tôn Hiếu Chính (长孙孝政), sau lấy Đoạn Luân (段纶).
5. Trường Khánh công chúa (長廣公主), ban đầu phong là Quế Dương công chúa  (桂阳公主), lấy Triệu Từ Cảnh (赵慈景), sau lấy Dương Sư Đạo (杨师道).
6. Phòng Lăng công chúa (房陵公主), ban đầu phong là Vĩnh Gia công chúa (永嘉公主), lấy Đậu Phụng Tiết (窦奉节), sau lấy Hạ Lan Tăng Già (贺兰僧伽).
7. Thường Lạc công chúa (常樂公主), lấy Triệu Côi (赵瑰), có con gái là Hoà Tư Hoàng hậu-Nguyên phối của Đường Trung Tông. Công chúa đắc tội với Võ Tắc Thiên nên cùng chồng bị xử tử, con gái bị bỏ đói đến chết.
8. Cửu Giang công chúa (九江公主), lấy Chấp Thất Tư Lực (执失思力).
9. Lư Lăng công chúa (廬陵公主), lấy Kiều Sư Vọng (乔师望).
10. Nam Xương công chúa (南昌公主), lấy Tô Úc (苏勖).
11. An Bình công chúa (安平公主), lấy Dương Tư Kính (杨思敬).
12. Hoài Nam công chúa (淮南公主), lấy Phong Đạo Ngôn (封道言).
13. Chân Định công chúa (真定公主), lấy Thôi Cung Lễ (崔恭礼).
14. Hành Dương công chúa (衡陽公主), lấy A Sử Na Xã Nhĩ (阿史那社尔).
15. Đan Dương công chúa (丹陽公主), lấy Tiết Vạn Triệt (薛万彻).
16. Lâm Hải công chúa (臨海公主), lấy Bùi Luật Sư (裴律师).
17. Quán Đào công chúa (館陶公主), lấy Thôi Tuyên Khánh (崔宣庆).
18. Phòng Lăng công chúa (萬春公主), lấy Đậu Lô Hoài Nhượng (豆卢怀让).
19. An Định công chúa (安定公主), ban đầu phong là Thiên Kim công chúa (千金公主), lấy Ôn Đĩnh (温挺), sau lấy Trịnh Kính Huyền (郑敬玄). Bà là con gái nuôi của Võ Tắc Thiên.